# Křižovnická (Praha)
Křižovnická ulice v Praze na Starém Městě v Praze vede od Křižovnického náměstí k náměstí Jana Palacha.

## Průběh

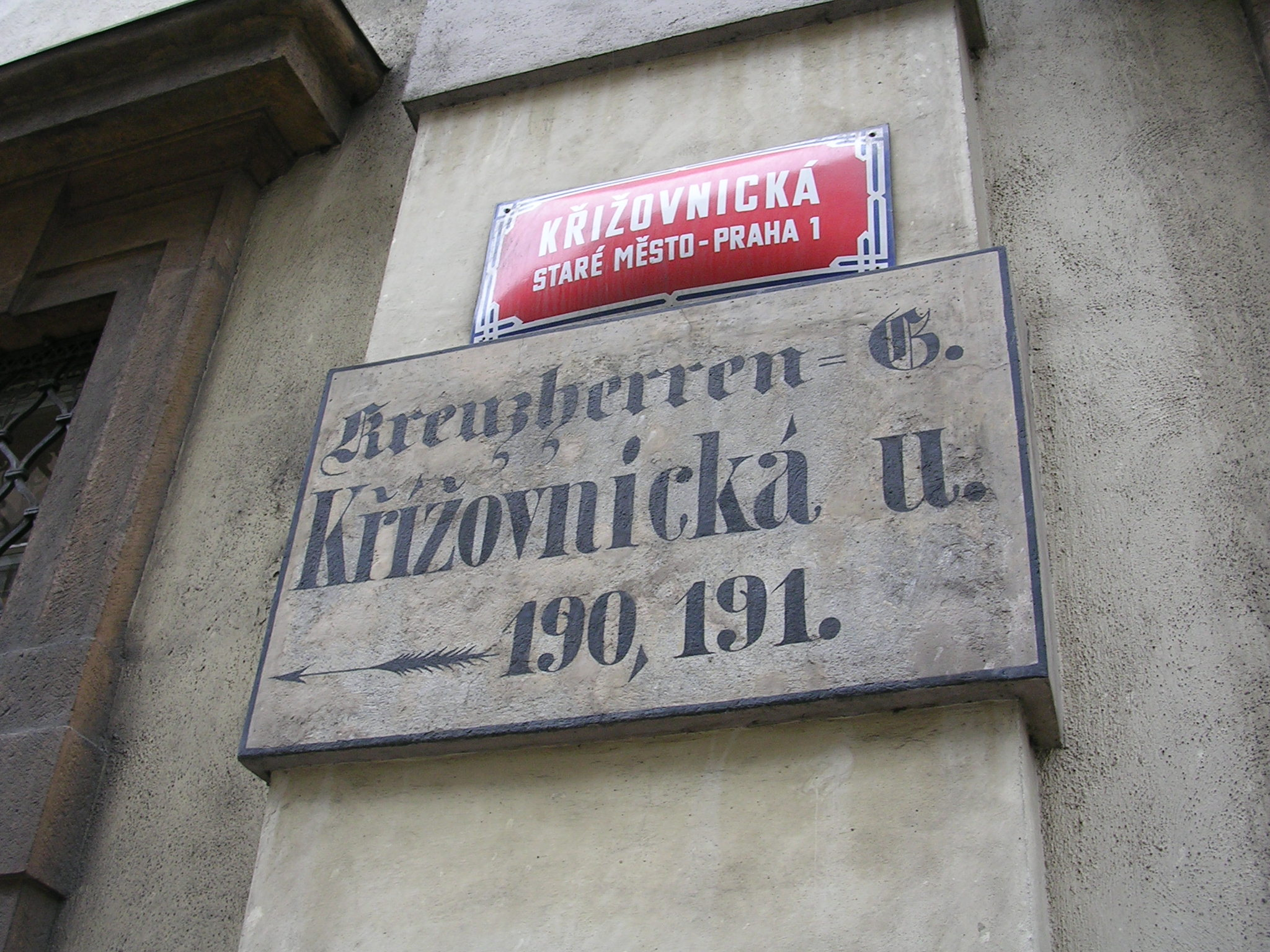
Historické a novodobé označení ulice na budově Klementina.

Na jižní straně začíná Křižovnická ulice podjezdem pod historickými obytnými domy (Colloredo-mansfeldský palác) od Smetanova nábřeží a Křižovnickým náměstím u Staroměstské věže Karlova mostu začíná na křižovatce Karlovy ulice, Smetanova nábřeží. Průběh ulice určovala od 30. let 13. století hradební zeď opevnění Starého Města proti vodě, s Valentinskou bránou pod současným domem čp.71/I. 
Nazvána je podle kláštera řádu křižovníků založeného v roce 1252, výstavba byla dokončena za panování krále Václava II. (1271-1305). 
Celou východní stranu jižní části ulice (přibližně polovina celé délky ulice) lemuje fasáda budovy Klementina, původně jezuitské koleje založené v roce 1556, od roku 1990 sídla Národní knihovny České republiky. 
Ulicí je vedena tramvajová trať a občasné linky autobusové dopravy MHD.

## Historie a názvy
V první etapě osídlení stál příčně k této komunikaci Juditin most, zbudovaný v letech 1158-1172 a rytířský řád křižovníků s červenou hvězdou jej do roku 1342 spravoval a vybíral z něj mýtné. Severní část ulice se od 17. do třetí čtvrtiny 19. století podle granátníků nazývala "Granátová" nebo "Malá Křižovnická", od roku 1870 se celá ulice nazývá "Křižovnická", německy pak Kreuzherrengasse.

## Budovy, firmy a instituce
- Klášter křižovníků s kostelem sv. Františka z Assisi - Křižovnická 1[3]
- kolej Klementinum s kostelem Nejsv. Salvátora, Salvátorská farní knihovna - Křižovnická 2[4][5]
- městský dům - Křižovnická 3[6]
- Vinárna U křižovníků – restaurace v historii proslulá jako centrum výtvarných umělců - disidentů, zvané Křižovnická škola čistého humoru bez vtipu, založená roku 1963, jejími zakladateli byli Karel Nepraš a Jan Steklík, členy např. Zbyšek Sion, Eugen Brikcius nebo Naděžda Plíšková[7]
- škola – čp. 82/I Křižovnická 5, novorenesanční budova Měšťanské dívčí školy Na Rejdišti, arch. Josef Srdínko, v nikách u vchodu stály do roku 1990 protějškové sochy chlapce a dívky; nad portálem busta Tomáše Štítného, na druhém průčelí J. A. Komenského; od 1949 do 1990 (?) Střední zdravotnická škola
- Taneční konzervatoř hlavního města Prahy – čp. 81/I Křižovnická 7, novorenesanční školní budova Pedagogium postavena jako Učitelský ústav pro vzdělání učitelek, architekt František Schmoranz (1882-1885), na fasádě průčelí busty mladých žen a tři štítky se jmény Wenzig, Komenský, Svoboda[8]. 11. října 1945 zde Jan Reimoser (Jan Rey) založil Taneční konzervatoř, která v budově sídlí dosud.
- Vysoká škola uměleckoprůmyslová v Praze – čp. 80/I Křižovnická 9, Palachovo nám. 3[9], novorenesanční budova, architekti František Schmoranz ml. a Jan Machytka (projekt 1882), škola otevřena roku 1885; na fasádě v pískovci tesané reliéfy a na deskách jména slavných mistrů oboru; v suterénu dochován fragment bastionu středověké městské hradby.
- Dům Na Kocandě - čp. 71/I Křižovnická 14, Kaprova 2[10], novorenesanční nájemní dům, arch. Václav Sigmund; pamětní deska s bustou připomíná, že se zde roku 1890 narodil akademik Jaroslav Heyrovský. Při rekonstrukci domu v letech 2016–2017 archeologický výzkum  v suterénu zachytil část staroměstské hradební zdi ze druhé čtvrtiny 13. století s ostěním Valentinské brány, která směřovala ke staroměstskému brodu přes Vltavu na Klárov.[11]